# Odżywo
Odżywo – jedna z części morfologicznych kopyta.
Składa się z trzech warstw:
- brodawkowej (listewkowej) – stanowi odpowiednik warstwy brodawkowej skóry, zbudowana jest z tkanki łącznej zwartej zawierającej liczne włókna sprężyste. Na jej powierzchni wyróżnia się dwa rodzaje wyniosłości: brodawki i listewki rogotwórcze. Przyczyniają się one do silnego połączenia puszki rogowej z tworzywem. Dodatkowo zwiększają one znacznie powierzchnię odżywa.
- naczyniowej – odpowiada warstwie siateczkowej skóry. Zbudowana z tkanki łącznej zwartej. Najlepiej wykształcona w obrębie korony i krawędzi podeszwowej kopyta.
- podskórnej – zbudowana z tkanki łącznej luźnej. W miejscach styku z kością przyrasta do okostnej. Zawiera rozsiane elementy chrzęstne.